# Rajmund Mikuš

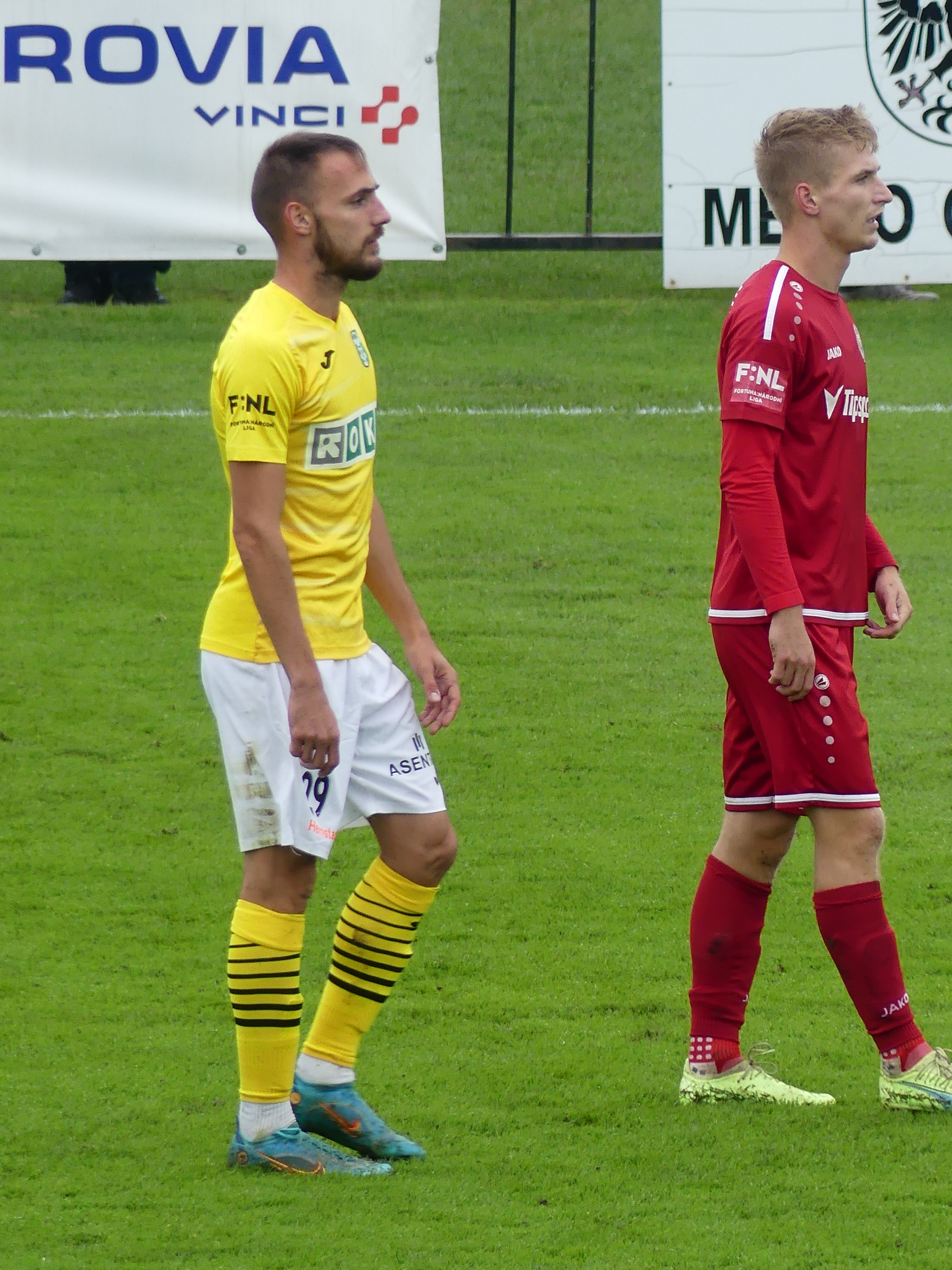
Rajmund Mikuš v dresu MFK Karviná (žlutý) v zápase proti MFK Chrudim (2022)

Rajmund Mikuš (* 29. listopad 1995 Dunajská Streda) je slovenský fotbalový záložník, od léta 2020 hráč klubu MFK Karviná.

## Klubová kariéra

### Mládežnické roky
Mikuš je odchovancem Slovanu Bratislava.

### ŠK Slovan Bratislava
Do prvního týmu Slovanu se Mikuš nepropracoval, v sezóně 2014/15 však odehrál celkem 19 ligových zápasů za tým do 21 let, který v tu dobu nastupoval v druhé nejvyšší soutěži dospělých. V oněch 19 zápasech vstřelil dvě branky.

### FC ŠTK 194 Šamorín
V červenci 2015 přestoupil Mikuš do v tu dobu třetiligového Šamorína. V rámci ročníku 2015/16 odehrál 28 ligových zápasů, ve kterých vstřelil 8 branek.

### FK Slovan Duslo Šaľa
V březnu 2016 na krátko odešel vypomoci druholigové Šaľe do zápasů o udržení se v soutěži. Jeho působení v tomto týmu trvalo 6 měsíců a za tu dobu stihl odehrát 14 ligových zápasů, ve kterých vstřelil dvě branky.

### AFC Nové Mesto nad Váhom
V srpnu 2016 přestoupil znovu, tentokrát do dalšího druholigového týmu, konkrétně do Nového Mesta nad Váhom. Mikuš zde působil dvě sezóny a za tu dobu odehrál 55 ligových a dva pohárové zápasy, ve kterých vstřelil celkem 19 branek.

### FK Dubnica nad Váhom
Po dvou letech v Novém Meste se v létě 2018 stěhoval do Dubnice nad Váhom hrající taktéž druhou nejvyšší soutěž na Slovensku. Strávil zde jednu celou sezónu, ve které odehrál 29 ligových a dva pohárové zápasy. Střelecky v nich uspěl celkem třináctkrát.

### FC Vysočina Jihlava
Léto 2019 znamenalo další jeho přestup, tentokrát už do zahraničí. Jako posilu si ho vyhlédla česká druholigová Jihlava. V sezóně 2019/20 si Mikuš našel pevné místo v sestavě, když odehrál 24 ligových zápasů, ve kterých vstřelil šest branek. Nastoupil také do 3 utkání MOL Cupu, ve kterých se třikrát střelecky prosadil.

### MFK Karviná
V létě 2020 ho čekal další přesun, tentokrát se již dočkal angažmá v nejvyšší soutěži. Jako posilu si ho přivedla prvoligová Karviná. Stal se ihned stabilním členem kádru prvního týmu, když k 16. únoru 2021 nastoupil do 16 ligových zápasů, ve kterých se jednou střelecky prosadil. Odehrál také dvě utkání MOL Cupu.

## Klubové statistiky
- aktuální k 16. únor 2021

| Tým                      | Sezona            | Liga   | Liga   | Pohár  | Pohár  | Evropské poháry | Evropské poháry |
| Tým                      | Sezona            | Zápasy | Branky | Zápasy | Branky | Zápasy          | Branky          |
| ------------------------ | ----------------- | ------ | ------ | ------ | ------ | --------------- | --------------- |
| ŠK Slovan Bratislava U21 | 2014/15 (2. liga) | 19     | 2      | -      | -      | -               | -               |
| FC ŠTK 1914 Šamorín      | 2015/16 (3. liga) | 28     | 8      | -      | -      | -               | -               |
| FK Slovan Duslo Šaľa     | 2015/16 (2. liga) | 14     | 2      | -      | -      | -               | -               |
| AFC Nové Mesto nad Váhom | 2016/17 (2. liga) | 26     | 4      | 2      | 1      | -               | -               |
| AFC Nové Mesto nad Váhom | 2017/18 (2. liga) | 29     | 14     | -      | -      | -               | -               |
| FK Dubnica nad Váhom     | 2018/19 (2. liga) | 29     | 10     | 2      | 3      | -               | -               |
| FC Vysočina Jihlava      | 2019/20 (2. liga) | 24     | 6      | 3      | 3      | -               | -               |
| MFK Karviná              | 2020/21           | 16     | 1      | 2      | 0      | -               | -               |
| Celkem                   | Celkem            | 185    | 47     | 9      | 7      | 0               | 0               |